# Marc Yor
Pour les articles homonymes, voir Yor.
Marc Yor, né le 24 juillet 1949 à Brétigny-sur-Orge et mort le 9 janvier 2014 à Athis-Mons,, est un mathématicien français spécialisé dans les probabilités, notamment le mouvement brownien et leurs applications aux mathématiques financières.

## Carrière

### Institutions
Ancien élève de l'École normale supérieure de Cachan (à l’époque, « de l'enseignement technique »), il obtient l'agrégation de mathématiques en 1972, un doctorat de 3e cycle en 1973 et un doctorat d'État en 1976, tous deux en mathématiques et à l'université Pierre-et-Marie-Curie. De 1973 à 1981 il a été successivement stagiaire, attaché puis chargé de recherche au CNRS
Il a été professeur des universités au Laboratoire de probabilités et modèles aléatoires de Jussieu (UMR 7599 CNRS / Paris-VI) de 1981 jusqu'au jour de sa retraite le 1er janvier 2014,.
Marc Yor a été élu correspondant dans la section mathématique de l'Académie des sciences le 3 mars 1997, puis en devint membre le 18 novembre 2003.

### Étudiants
Depuis 1982, Yor a encadré plus de 30 étudiants en doctorat ce qui conduit à plus de 90 étudiants par descendance. Parmi eux, certains sont devenus d'éminents professeurs d'université tels que Jean Bertoin et Jean-François Le Gall. Il a également participé en grande partie à la thèse de Philippe Biane. Wendelin Werner, un des étudiants de ses étudiants, a d'ailleurs obtenu la médaille Fields.

### Domaine de recherche
Les travaux de Marc Yor s'inscrivent dans la théorie des martingales et le calcul stochastique. Il travaille principalement sur un processus stochastique qui lui est cher : le mouvement brownien. Yor s'intéresse au mouvement brownien linéaire classique mais également au mouvement brownien à valeurs complexes et aux processus stochastiques naturellement associés. Une des applications du mouvement brownien que Yor étudie est liée aux mathématiques financières. Il étudie les temps locaux de semi-martingales et il généralise des inégalités pour les martingales. Parmi ses derniers travaux, Yor étudie les processus stochastiques à valeurs matricielles.

### Autres
En 2000, dans le cadre de l'Académie des sciences, Marc Yor et l'historien des sciences Bernard Bru ouvrent le pli cacheté 11-668 de Wolfgang Döblin. La découverte de ce pli, soixante ans après sa rédaction en 1939-1940, a donné lieu à un exposé destiné à un large public à la Bibliothèque nationale de France ainsi qu'à la rédaction d'un compte-rendu détaillant les résultats de Döblin anticipant la théorie de l'intégrale d'Itō.

## Distinctions et honneurs
Marc Yor est un chercheur réputé et respecté, lors de son décès de nombreux honneurs lui ont été rendus par d'autres chercheurs.

« Marc Yor has made an immense contribution to Probability Theory, perhaps the greatest contribution of any European of the post-Meyer generations. [...] He is someone of whom France should be very proud, someone upholding the tradition of the greatest of all probabilists, Paul Lévy. »

— David Williams, 2007 
 (Marc Yor a donné une immense contribution en théorie des probabilités, peut-être la plus grande contribution européenne de toutes dans les générations post-Meyer. [...] Il est une des personnes dont la France devrait être fière, quelqu'un continuant la tradition du plus grand des probabilistes, Paul Lévy.)
Le chercheur Bernard Roynette écrit une lettre d'éloges sur le mathématicien et l'homme qu'était Marc Yor.
Marc Yor est :
- Lauréat du prix Montyon de l'Académie des sciences en 1986[1].
- Conférencier invité au congrès international des mathématiciens à Kyoto en 1990.
- Lauréat du prix Merrill Lynch pour la recherche en mathématiques financières (avec Hélyette Geman) en 1993.
- Correspondant de l'Académie des sciences le 3 mars 1997, puis membre le 18 novembre 2003[11].
- Membre senior de l'Institut universitaire de France en août 2004[12],[13].
- Chevalier de l'ordre national du Mérite par le ministère de l'Éducation nationale, de l'Enseignement supérieur et de la Recherche en 2006[14].
- Membre de l'Academia Europaea en avril 2008[15].
- Lauréat de la médaille pour la science de Institute of Advanced Studies de l'université de Bologne (conjointement avec Peter Carr, Hélyette Geman et Dilip Madan) en 2008.

Le prix Marc-Yor a été créé en son honneur.

## Vie personnelle
Marc Yor entraînait le club de football de Saint-Chéron (il est inhumé dans le cimetière de ce village d'Essonne).

### Articles
Voici une sélection des publications les plus représentatives :
- Jacod et Yor, « Étude des solutions extrémales et représentation intégrale des solutions pour certains problèmes de martingales », Zeitschrift für Wahr., vol. 38,‎ 1977, p. 83-125
- Yor, « Sur la continuité des temps locaux associés à certaines semi martingales », Temps locaux. Astérisque, nos 52-53,‎ 1978, p. 23-36
- Azéma et Yor, « Une solution simple au problème de Skorokhod », Sém. Probas. XIII - Lect. Notes in Maths., vol. 721,‎ 1979, p. 90-115
- Yor, « Loi de l'indice du lacet brownien et distribution de Hartman-Watson », Zeitschrift für Wahr., vol. 53,‎ 1980, p. 71-95
- Pitman et Yor, « Asymptotic laws of planar Brownian motion », Annals of Proba., vol. 14,‎ 1986, p. 733-779
- Biane et Yor, « Valeurs principales associées aux temps locaux browniens », Bulletin des Sciences Maths., 2e série, vol. 111,‎ 1987, p. 23-101
- Yor, « Une explication du théorème de Ciesielski-Taylor », Annales Institut H. Poincaré, vol. 27,‎ 1991, p. 201-273
- (en) Yor, « On some exponential functionals of Brownian motion », Adv. in App. Prob., vol. 24,‎ 1992, p. 509-531
- (en) Bertoin et Yor, « On subordinators and self-similar Markov processes and some factorizations of the exponential variable », Elec. Comm. Prob., vol. 6,‎ 2001, p. 95-106
- (en) Madan et Yor, « Making Markov Martingales Meet Marginals : with explicit constructions », Bernoulli 8,‎ 2002, p. 209-536

### Livres
Voici une sélection des principaux ouvrages de Marc Yor :
- (en) Daniel Revuz et Marc Yor, Continuous Martingales and Brownian Motion, vol. 293, Springer, coll. « Grundlehren der mathematischen Wissenschaften : A Series of Comprehensive Studies in Mathematics » (réimpr. 1994, 1999), 1, 2 et 3 éd. (1re éd. 1991), 533, 560 et 599
- (en) Daniel Revuz et Marc Yor, Some Aspects of Brownian Motion : Part I: Some Special Functionals, Birkhäuser, coll. « Lectures in Mathematics », 1992, 136 p.
- (en) Daniel Revuz et Marc Yor, Some Aspects of Brownian Motion : Part II: Some Recent Martingale Problems, Birkhäuser, coll. « Lectures in Mathematics », 1997, 144 p.
- (en) Marc Yor, Exponential Functionals of Brownian Motion and Related Processes, Springer, coll. « Springer Finance », 2001, 203 p.
- (en) Loïc Chaumont et Marc Yor, Exercises in Probability: A Guided Tour from Measure Theory to Random Processes, via Conditioning, Cambridge University Press, coll. « Cambridge Series in Statistical and Probabilistic Mathematics », 2003, 236 p.
- (en) Roger Mansuy et Marc Yor, Random Times and Enlargements of Filtrations in a Brownian Setting, vol. 1873, Springer, coll. « Lecture Notes in Mathematics », 2006, 158 p.
- (en) Roger Mansuy et Marc Yor, Aspects of Brownian Motion, Springer, coll. « Universitext », 2008, 1995 p.
- (en) Bernard Roynette et Marc Yor, Penalising Brownian Paths, vol. 1969, Springer, coll. « Lecture Notes in Mathematics », 2009, 275 p.
- (en) Marc Chesney, Monique Jeanblanc et Marc Yor, Mathematical Methods for Financial Markets, Springer, coll. « Springer Finance », 2009, 732 p.
- (en) Christophe Profeta, Bernard Roynette et Marc Yor, Option Prices as Probabilities, Springer, coll. « Springer Finance », 2010, 270 p.
- (en) Francis Hirsch, Christophe Profeta, Bernard Roynette et Marc Yor, Peacocks and associated martingales, with explicit constructions, Springer, coll. « Bocconi & Springer Series », 2011, 384 p.